# Antarchaea trigramma
Antarchaea trigramma är en fjärilsart som beskrevs av Turner 1906. Antarchaea trigramma ingår i släktet Antarchaea och familjen nattflyn. Inga underarter finns listade i Catalogue of Life.